# Браженська сільська рада
Браженська сільська рада — колишня адміністративно-територіальна одиниця та орган місцевого самоврядування у Фасівському й Потіївському районах Коростенської і Волинської округ, Київської та Житомирської областей УРСР з адміністративним центром у селі Браженка.

## Населені пункти
Сільській раді на момент ліквідації були підпорядковані населені пункти:
- с. Браженка

## Населення
Кількість населення ради, станом на 1923 рік, становила 1 429 осіб, кількість дворів — 246.

## Історія та адміністративний устрій
Утворена 1923 року в складі с. Браженка та колонії Голенівка Фасівської волості Житомирського повіту Волинської губернії. 7 березня 1923 року увійшла до складу новоствореного Фасівського району Коростенської округи.
24 серпня 1923 року, відповідно до рішення Волинської ГАТК «Про зміни границь в межах округів, районів і сільрад», кол. Голенівку було передано до складу Топорищенської сільської ради Фасівського району.
23 вересня 1925 року, відповідно до постанови ВУЦВК та РНК УРСР «Про зміни в адміністративно-територіальному поділі Житомирської та Коростенської округ», внаслідок ліквідації Фасівського району, сільська рада увійшла до складу Потіївського району Коростенської округи.
Відповідно до інформації довідника «Українська РСР. Адміністративно-територіальний поділ», станом на 1 вересня 1946 року сільрада входила до складу Потіївського району Житомирської області, на обліку в раді перебувало с. Браженка.
11 серпня 1954 року, відповідно до указу Президії Верховної ради УРСР «Про укрупнення сільських рад по Житомирській області», сільську раду було ліквідовано, територію та населені пункти включено до складу Селецької сільської ради Потіївського району Житомирської області.